# Хорикоси, Кохэй
Кохэй Хорикоси (яп. 堀越 耕平 Хорикоси Ко:хэй, род. 20 ноября 1986 года, префектура Айти) — японский мангака, наиболее известный как автор манги «Моя геройская академия».

## Биография
Хорикоси окончил Нагойский университет искусств. Во второй половине 2006 года, во время учёбы, за произведение Nukegara ему присудили поощрительный приз на 72-й церемонии награждения Награды Тэдзуки. После этого в журнале Akamaru Jump публикуются три его работы — Tenko, Boku no Hero и Shinka Rhapsody. В 2010 году он получил возможность публиковаться в Weekly Shonen Jump, что было для него давней мечтой. С 2014 года Хорикоси является автором манги «Моя геройская академия», которая получила аниме-адаптацию и вошла в число самых продаваемых манг 2016 года, а также номинировалась на восьмую премию Манга тайсё. В 2017 году это произведение выиграло награду Sugoi Japan Award газеты «Ёмиури симбун».

## Работы
- Nukegara (яп. ヌケガラ Нукэгара) (2006, ваншот)[1]
- Tenko (яп. テンコ Тэнко) (2007, ваншот)[2]
- Boku no Hero (яп. 僕のヒーロー Боку но хи:ро:) (2008, ваншот)[1]
- Shinka Rhapsody (яп. 進化ラプソディ Синка рапусоди) (2008, ваншот)[1]
- Oumagadoki Doubutsuen (яп. 逢魔ヶ刻動物園 О:магадоки до:буцуэн) (2010—2011)
- Sensei no Bulge (яп. 戦星のバルジ Сэнсэй но барудзи) (2012)
- «Моя геройская академия» (яп. 僕のヒーローアカデミア Боку но хи:ро: акадэмиа) (с 2014)

## Награды и номинации
| Год  | Премия                                       | Категория                | Работа                   | Результат |
| ---- | -------------------------------------------- | ------------------------ | ------------------------ | --------- |
| 2015 | 8-я Манга тайсё                              | Манга                    | «Моя геройская академия» | Номинация |
| 2016 | 40-я Kodansha Manga Award                    | Лучшая сёнен манга       | «Моя геройская академия» | Номинация |
| 2017 | 44-я Angoulême International Comics Festival | Лучший молодёжный комикс | «Моя геройская академия» | Номинация |
| 2017 | 3-я Sugoi Japan Award                        | Манга                    | «Моя геройская академия» | Победа    |
| 2018 | 30-я Harvey Award                            | Лучшая манга             | «Моя геройская академия» | Номинация |